# Dzieciak rządzi
Dzieciak rządzi (ang. The Boss Baby) – amerykański film animowany z 2017 roku w reżyserii Toma McGratha. Wyprodukowany przez DreamWorks i 20th Century Fox. Światowa premiera filmu miała miejsce w Kanadzie 10 marca 2017 roku, w Stanach Zjednoczonych dwa dni później. Premiera filmu w Polsce odbyła się 21 kwietnia 2017 roku.

## Opis fabuły
Siedmioletni Tim jest jedynym dzieckiem w swojej rodzinie, do momentu kiedy pojawia się nowy braciszek. Szybko wzbudza on podejrzenia Tima, gdyż. mimo że jest niemowlęciem, to nosi garnitur i teczkę - niczym typowy szef. W końcu się okazuje, że również potrafi mówić. Bobas zostaje zmuszony poinformować siedmiolatka o swojej misji na ziemi. Chłopcy zmuszeni są odnaleźć nić porozumienia, aby uratować rodziców i wypełnić plan bobasa.

## Obsada
- Alec Baldwin jako Szef bobas

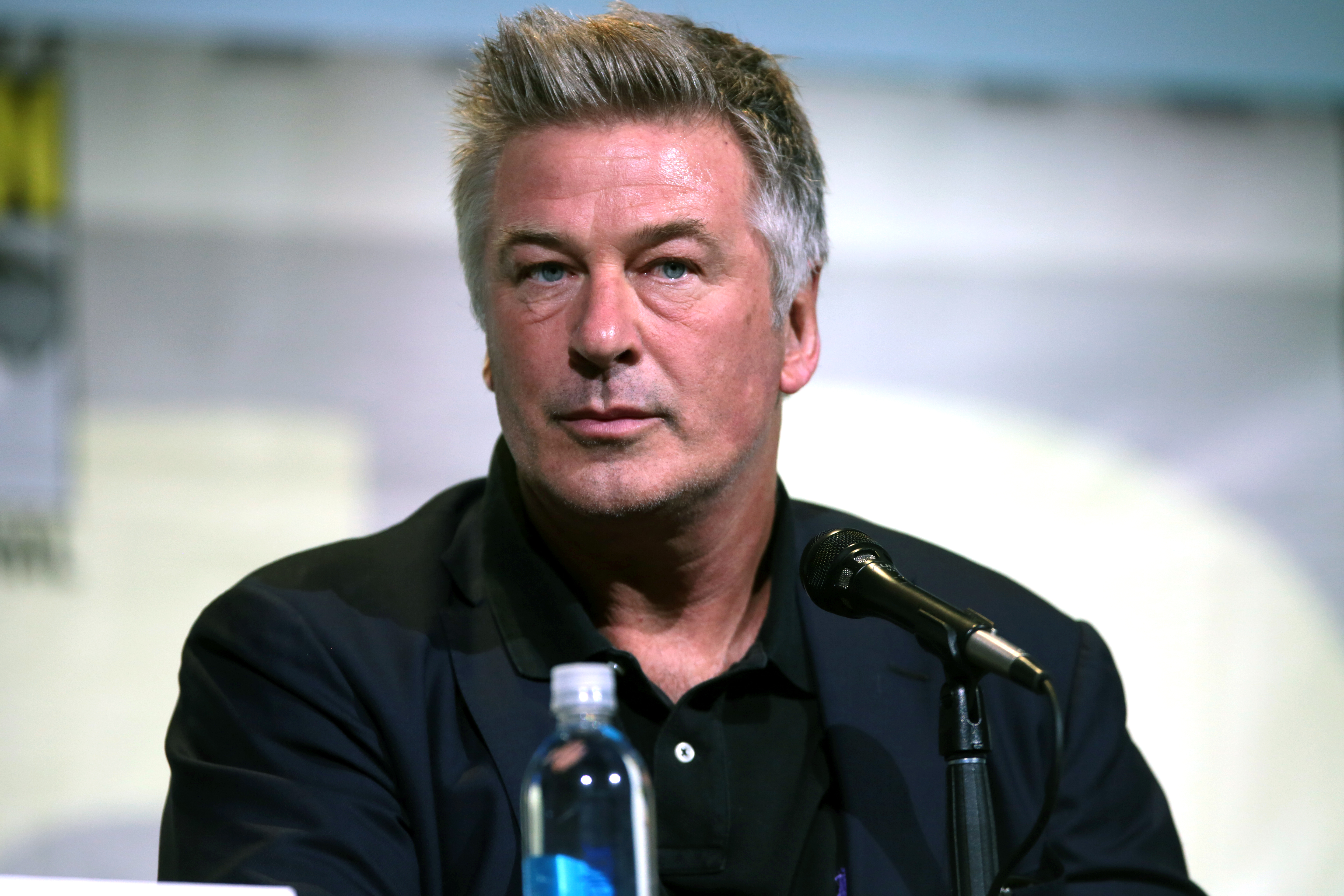
Alec Baldwin

- Steve Buscemi jako Francis Francis
- Jimmy Kimmel jako Tata
- Lisa Kudrow jako Mama
- Tobey Maguire jako dorosły Tim, narrator
- Miles Christopher Bakshi jako Tim
- James McGrath jako Wizzie
- Conrad Vernon jako Eugene
- ViviAnn Yee jako Staci
- Eddie Mirman jako duży Szef bobas
- Eric Bell Jr. jako Trojaczki
- David Soren jako Jimbo

## Wersja polska
Wersja polska: Studio Sonica

Reżyseria: Leszek Zduń

Dialogi polskie: Joanna Kuryłko 

Dźwięk i montaż: György Fék, Agnieszka Stankowska 

Kierownictwo produkcji: Agnieszka Kudelska 

Udział wzięli:
- Krzysztof Banaszyk – Szef Bobas
- Wojciech Paszkowski – Francis Francis
- Waldemar Barwiński – Tata
- Lidia Sadowa – Mama
- Michał Czernecki – Dorosły Tim
- Antoni Scardina – Tim
- Jarosław Boberek – Czarownik Magu
- Krzysztof Plewako-Szczerbiński – Eugeniusz
- Marysia Janiszewska – Staci
- Antoni Zduń – Trojaczki
- Sebastian Perdek – Jimbo

W pozostałych rolach:
- Sławomir Grzymkowski
- Agnieszka Kudelska
- Robert Kudelski
- Joanna Kwiatkowska-Zduń
- Marianna Obuchowicz
- Maksymilian Rogacki
- Maciej Wierzbicki
- Leszek Zduń

i inni